# 7月2日
7月2日（しちがつふつか）は、グレゴリオ暦で年始から183日目（閏年では184日目）にあたり、年末まではあと182日ある。平年では1年のちょうど真ん中にあたる日である。

## できごと

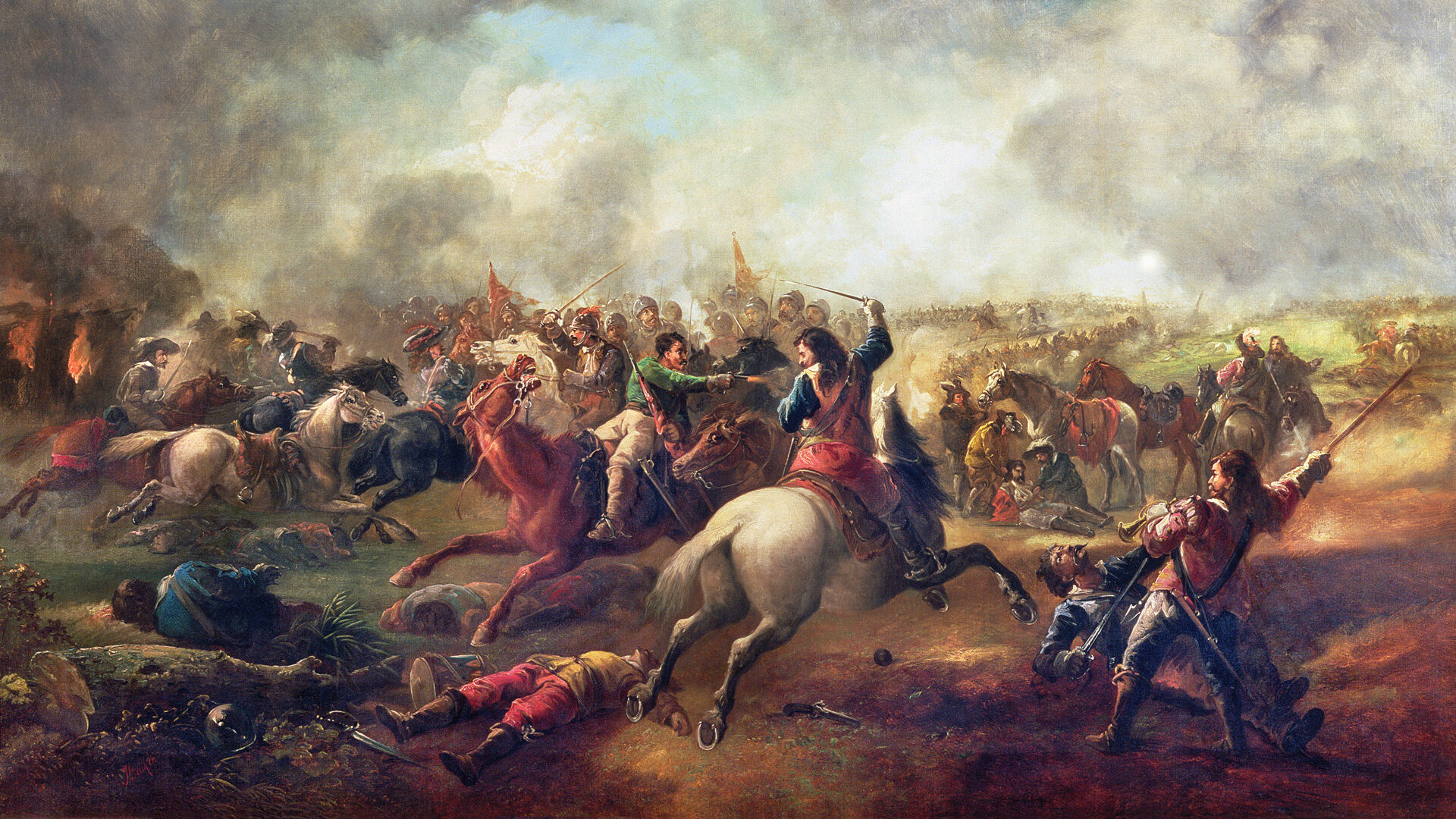
清教徒革命、マーストン・ムーアの戦い(1644)。クロムウェルが名を上げた

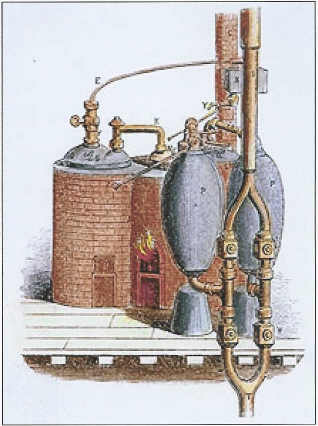
トーマス・セイヴァリ、蒸気機関の特許を取得(1698)

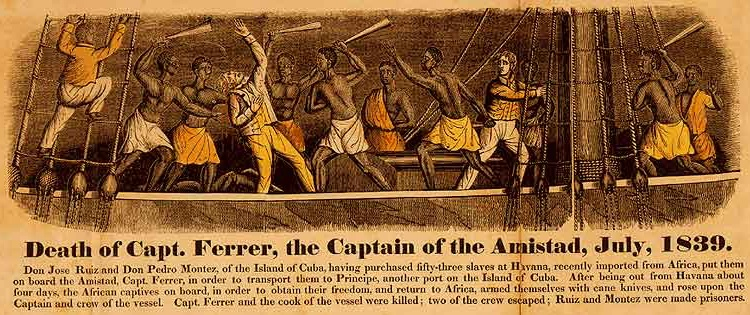
奴隷船のアフリカ人奴隷による反乱、アミスタッド号事件(1839)

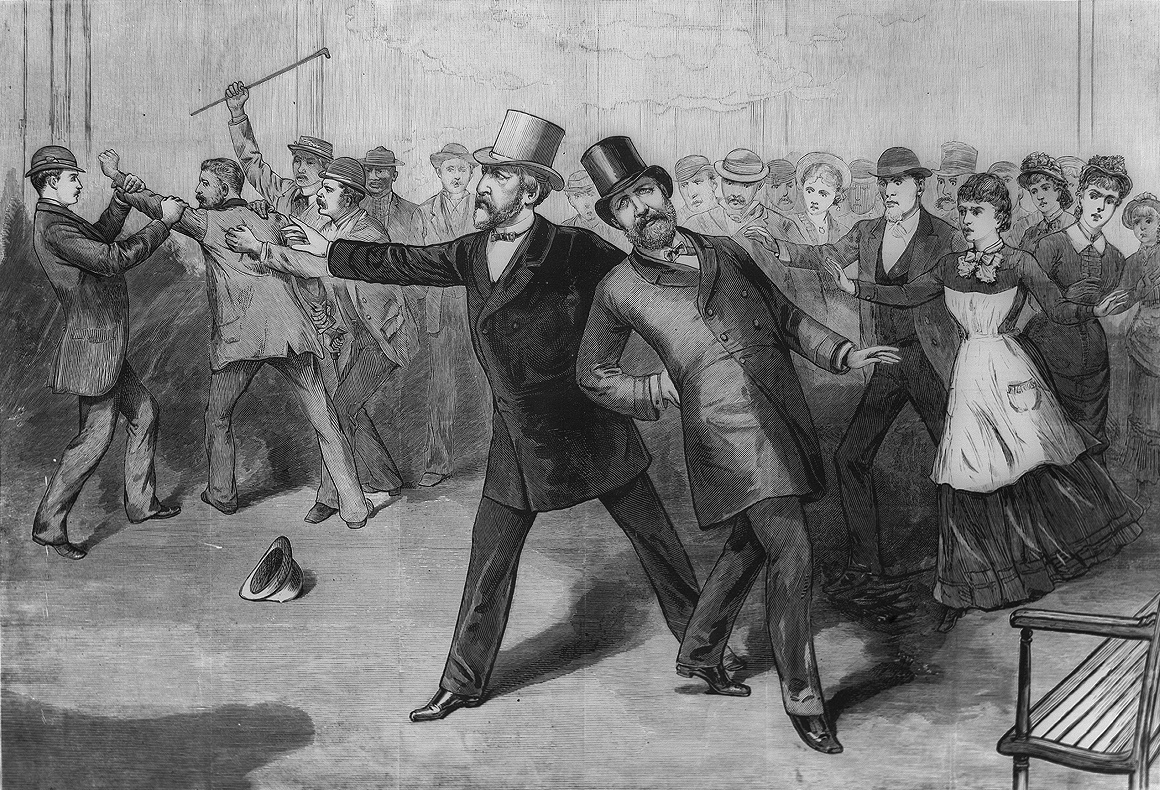
ガーフィールド大統領暗殺事件：大統領が狙撃された瞬間を描いた絵(1881)

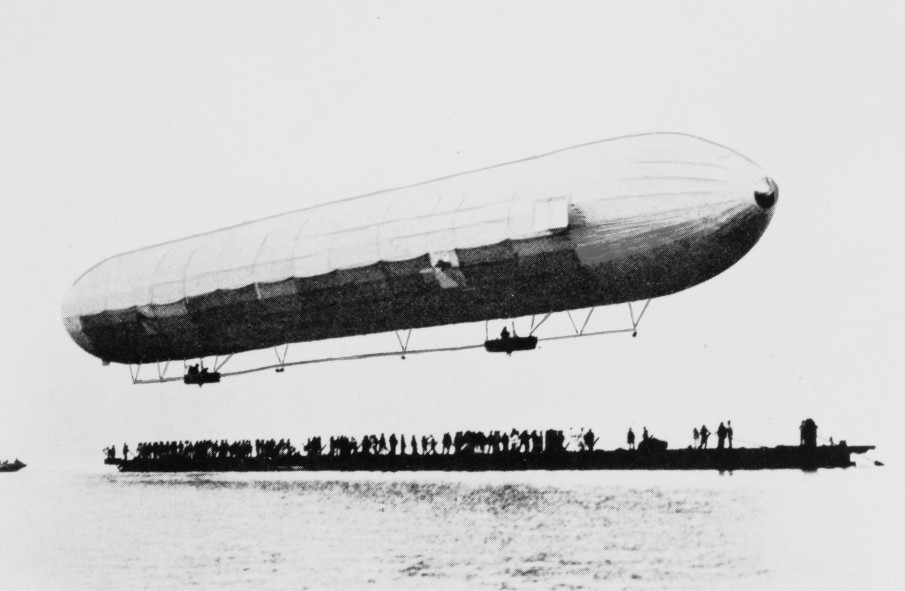
飛行船ツェッペリン号初飛行(1900)

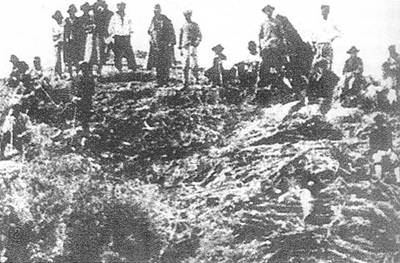
満州で中国人と朝鮮人の農民が水利を巡り衝突した万宝山事件(1931)

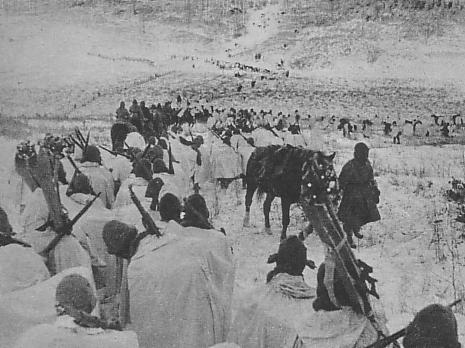
関東軍特種演習(1941)

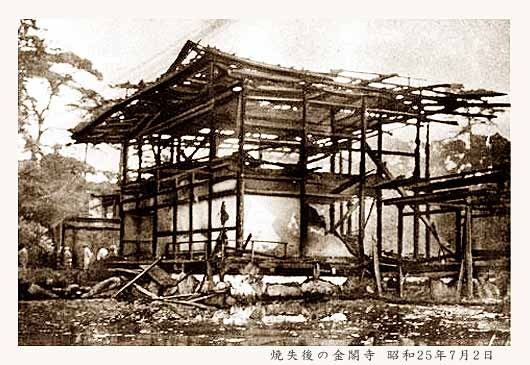
金閣寺放火事件(1950)

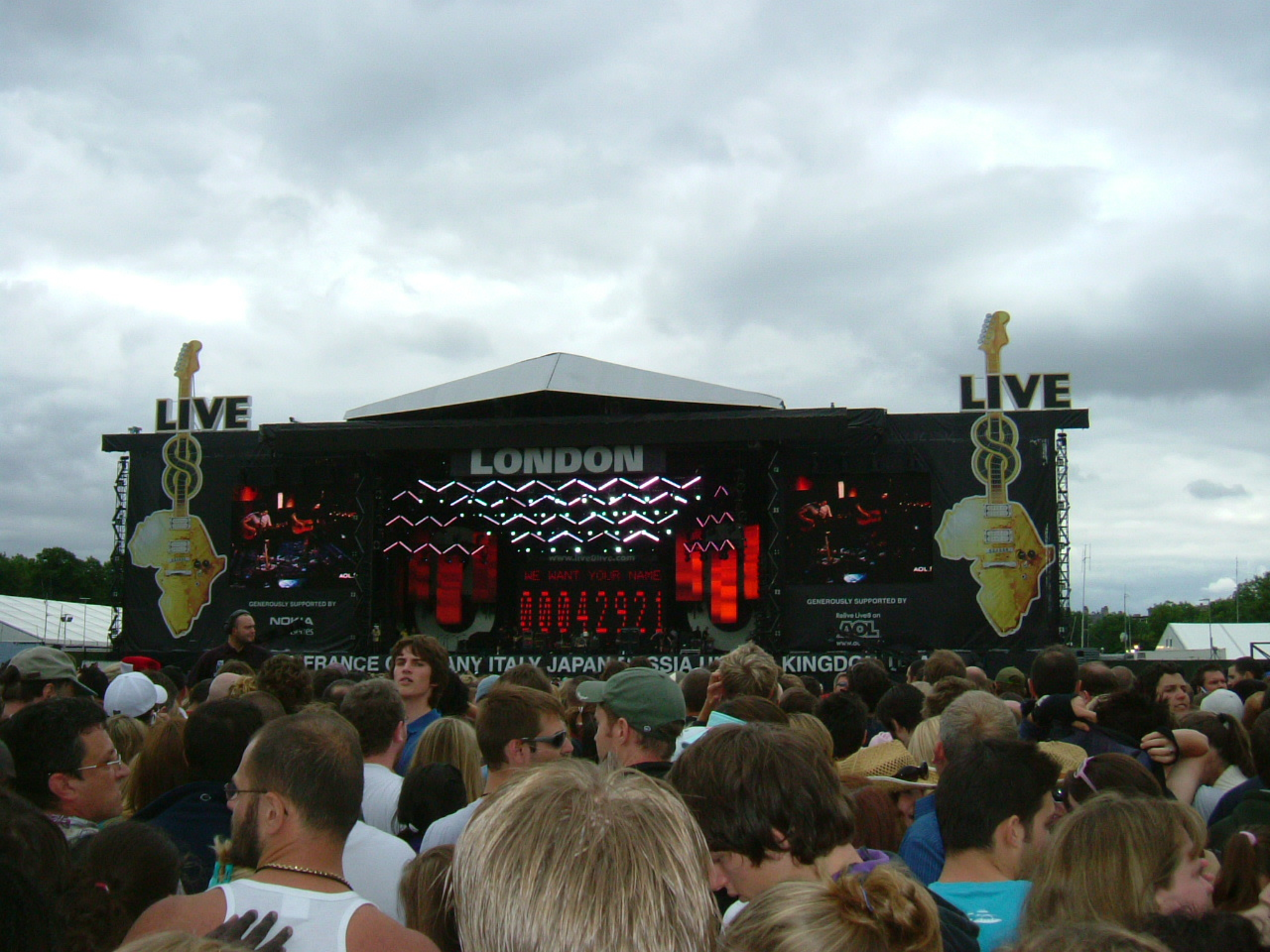
Live 8(2005)

- 626年（武徳9年6月4日） - 唐の初代皇帝李淵の次男李世民が宮中に乱入、長兄の皇太子李建成と弟李元吉を暗殺、実権を掌握。（玄武門の変）
- 1582年（天正10年6月13日） - 山崎の戦い。羽柴秀吉が明智光秀を破り、光秀は敗走中に雑兵に刺殺される。
- 1644年 - イングランド内戦: マーストン・ムーアの戦い。クロムウェル率いる鉄騎隊がルパートの騎兵を潰走させて武名をあげる。
- 1698年 - トーマス・セイヴァリが蒸気機関の特許を取得。
- 1757年 - ニューカッスル公トマス・ペラム＝ホールズがイギリスの6代首相に就任。
- 1777年 - バーモント州がアメリカ合衆国で初めて奴隷制を廃止[1]。
- 1839年 - アミスタッド号事件。奴隷船に収容されていたアフリカ人奴隷53名がキューバ沖で反乱を起こし、船を乗っ取る。
- 1860年（ユリウス暦6月20日） - ロシア帝国の輸送船「マンジュール号」が金角湾に到達、湾の北岸に砦の建設を開始、ウラジオストク開基の日とされる。
- 1871年 - イタリア王国による教皇領の占領後初めて、イタリア国王ヴィットーリオ・エマヌエーレ2世がローマに入城。首都をフィレンツェからローマに移す。
- 1881年 - ガーフィールド大統領暗殺事件：チャールズ・J・ギトーがワシントンD.C.でジェームス・ガーフィールド大統領を銃撃し、重傷を負わせる。
- 1883年 - 日本の官報が創刊される。
- 1900年 - ドイツのフリードリッヒシャフェンで飛行船ツェッペリン号が初飛行。
- 1916年 - 第1回サッカー南米選手権（コパ・アメリカ）開催（7月17日まで）。
- 1929年 - 日本で、田中義一内閣が総辞職。同日、濱口雄幸が第27代内閣総理大臣に就任し、濱口内閣が発足。
- 1931年 - 万宝山事件が起こる[2]。
- 1937年 - 世界一周飛行中の女性飛行士アメリア・イアハートが南太平洋で消息を絶つ。
- 1941年 - 第二次世界大戦: 御前会議で対ソ戦準備・フランス領インドシナ侵攻に伴う対米英戦準備を明記した「情勢ノ推移ニ伴フ帝国国策要綱」を決定[3]。
- 1941年 - 第二次世界大戦: 大本営が関東軍特種演習を発動。
- 1950年 - 金閣寺放火事件が起こる。
- 1959年 - 大躍進政策: 廬山会議が始まる。
- 1962年 - ウォルマート第1号店が米アーカンソー州ベントンビルで開店。
- 1962年 - 茨城県で竜巻が発生。牛堀町立八代小学校の木造校舎が破壊されて児童と教諭が下敷きとなり2人が死亡、77人が重軽傷などの被害[4]。
- 1963年 - 日清食品が世界初の即席焼そば「日清焼そば」の発売を開始。
- 1964年 - 公民権運動: リンドン・ジョンソン米大統領が公民権法に署名し、法律が施行。
- 1966年 - フランスが核実験を初めてムルロア環礁で実施[5]。
- 1967年 - 初めてのガンマ線バーストであるGRB 670702がアメリカの核実験監視衛星ヴェラ3およびヴェラ4によって発見される。
- 1968年 - 東大安田講堂事件: 学生が安田講堂を再びバリケード封鎖。
- 1973年 - ジェームズ・シュレジンガーがアメリカ国防長官に就任[6]。
- 1976年 - 北ベトナムと南ベトナムが統一し、国名をベトナム社会主義共和国に改称。
- 1977年 - 第1回鳥人間コンテスト選手権大会が開催される。
- 1985年 - ハレー艦隊: 欧州宇宙機関 (ESA) がハレー彗星探査機ジオットを打ち上げ。
- 1990年 - メッカで巡礼者が将棋倒しになり1426人が死亡。
- 1994年 - サッカーワールドカップ・アメリカ大会でオウンゴールをしたコロンビア代表選手アンドレス・エスコバルが射殺される。
- 1995年 - 都営地下鉄浅草線・5000形車両がこの日の運用を最後に現役を引退する。
- 1997年 - タイ政府がタイバーツの変動相場制を導入。これを契機としてアジア通貨危機が始まる。
- 1998年 - 富士銀行行員顧客殺人事件。
- 2000年 - ビセンテ・フォックス・ケサーダがメキシコの大統領に選出、66年にわたる制度的革命党政権から政権交代。
- 2000年 - 小林雅英（当時・千葉ロッテマリーンズ）がプロ野球史上初の打者0人で勝利投手となる[7]。
- 2002年 - スティーヴ・フォセットが世界初の気球による単独世界一周飛行を達成。
- 2003年 - プラハで開かれた第115回IOC総会で2010年の冬季オリンピックの開催地がバンクーバーに決定[8]。
- 2004年 - ASEAN地域フォーラムにパキスタンの参加が認められる[9]。
- 2005年 - アフリカ救済のチャリティ・コンサート「Live 8」を幕張メッセなど世界10都市で公演。
- 2008年 - コロンビアで誘拐されたイングリッド・ベタンクールが6年ぶりに救出[10]。
- 2010年 - クリスティアン・ヴルフがドイツ大統領に就任[11]。
- 2016年 - オーストラリア下院議会選挙。保守連合（オーストラリア自由党、オーストラリア国民党）が勝利[12]。
- 2017年 - 東京都議会議員選挙で小池百合子東京都知事率いる地域政党都民ファーストの会が公認候補50人中49人が当選し、都議会第一党となった。一方、これまで第一党だった自民党は、過去最低の23議席に終わる惨敗を喫した[13]。
- 2017年 - 第30期竜王戦決勝トーナメントの佐々木勇気五段−藤井聡太四段戦。藤井はプロデビュー以来負けなしで前人未到の30連勝をかけた対局だったが、佐々木に敗れ、公式戦で初の敗北を喫した[14][15][16]。
- 2018年 - 羽生結弦に国民栄誉賞が授与[17]。
- 2020年 - 千葉県習志野市に隕石が落下した（習志野隕石）。
- 2022年 - KDDIで大規模通信障害が発生（KDDI通信障害 (2022年)）。7月5日まで続いた。
- 2023年 - 中野サンプラザがこの日をもって閉館。1973年から続いた50年の歴史に幕を下ろす。

## 誕生日
| あなたが情熱と呼ぶものは精神的な力ではなく、魂と外部世界との摩擦なのです。――『知と愛』(1930) |

| 君たち学生が、自分がどれほどの贅沢と豊饒の中で過ごしているかに充分に気付いていないのは残念なことです。――『ガラス玉演戯』(1943) |

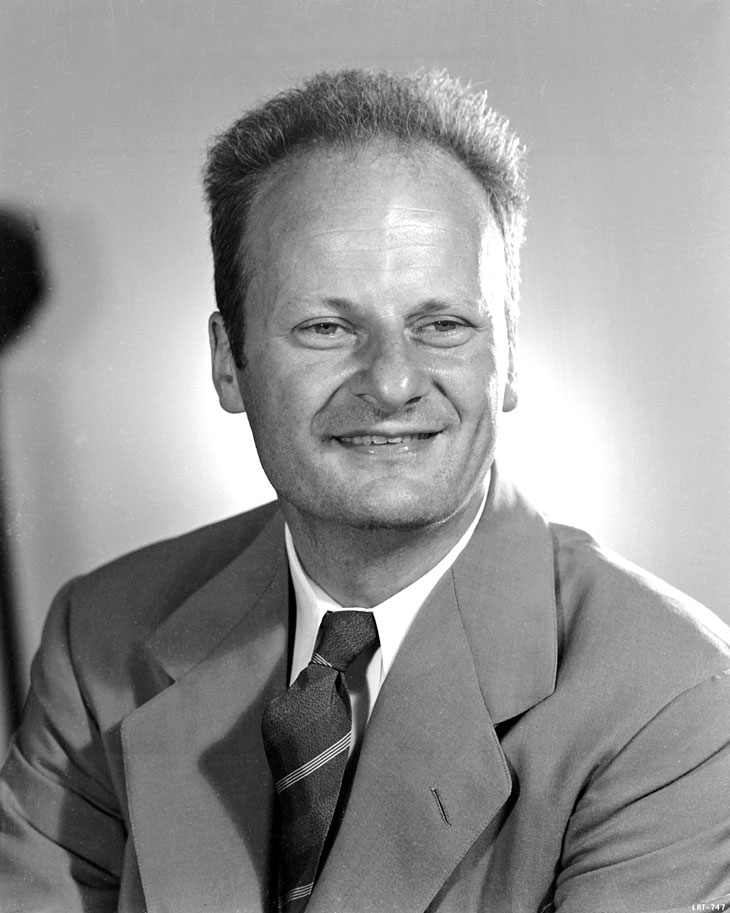
物理学者ハンス・ベーテ(1906-2005)

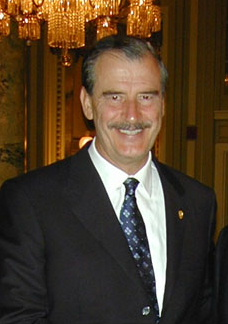
メキシコ第63代大統領ビセンテ・フォックス・ケサーダ(1942-)。2000年の誕生日に大統領に当選した。

- 419年 - ウァレンティニアヌス3世、西ローマ皇帝（+ 455年）
- 1661年（寛文元年6月6日） - 遠山友春、苗木藩主（+ 1714年）
- 1698年 - フランチェスコ3世・デステ、モデナ公（+ 1780年）
- 1705年（天保10年5月12日） - 小笠原信成、越前勝山藩主（+ 1730年）
- 1714年 - クリストフ・ヴィリバルト・グルック、作曲家（+ 1787年）
- 1745年（延享2年6月3日） - 脇坂安実、龍野藩主（+ 1759年）
- 1750年 - フランソワ・ユーベル、博物学者（+ 1831年）
- 1819年 - トーマス・アンダーソン（英語版）、化学者（+ 1874年）
- 1819年 - シャルル＝ルイ・アノン、作曲家、ピアノ教師、オルガニスト（+ 1900年）
- 1824年（天保5年6月6日） - 山内豊惇、土佐藩主（+ 1848年）
- 1830年（文政13年5月12日） - 稲垣長明、鳥羽藩主（+ 1866年）
- 1834年（天保5年5月26日） - 稲葉正邦、淀藩主・子爵（+ 1898年）
- 1839年（天保10年5月22日） - 佐竹義睦、久保田藩主（+ 1857年）
- 1844年（天保15年5月17日） - 本多忠直、岡崎藩主（+ 1880年）
- 1877年 - ヘルマン・ヘッセ、小説家（+ 1962年）
- 1878年 - 三島海雲、実業家、カルピス創業者（+ 1974年）
- 1891年 - 恩地孝四郎、版画家（+ 1955年）
- 1894年 - ケルテース・アンドル、写真家（+ 1985年）
- 1898年 - 岡鹿之助、洋画家（+ 1978年）
- 1903年 - アレック・ダグラス＝ヒューム、第66代イギリス首相（+ 1995年）
- 1903年 - 三角寛、作家（+ 1971年）
- 1904年 - ルネ・ラコステ、テニス選手（+ 1996年）
- 1905年 - 石川達三、作家（+ 1985年）
- 1906年 - ハンス・ベーテ、物理学者（+ 2005年）
- 1910年 - 真藤恒、経営者（+ 2003年）
- 1911年 - ディエゴ・ファッブリ、作家、脚本家（+ 1980年）
- 1916年 - ハンス・ウルリッヒ・ルーデル、軍人（+ 1982年）
- 1918年 - 堀文子、日本画家（+ 2019年）
- 1920年 - 竹内均、地球物理学者（+ 2004年）
- 1922年 - 藤原彰、歴史学者（+ 2003年）
- 1922年 - ピエール・カルダン、ファッションデザイナー（+ 2020年）
- 1923年 - 野崎泰一、元プロ野球選手（+ 2009年）
- 1929年 - イメルダ・マルコス、政治家、フィリピン第10代大統領夫人
- 1930年 - ピーター・バーンサイド、元プロ野球選手（+ 2022年）
- 1937年 - オレグ・シェーニン、政治家（+ 2009年）
- 1937年 - 志田房子、琉球舞踊家
- 1940年 - 浅丘ルリ子、女優
- 1942年 - 大山泰彦、空手家
- 1942年 - ビセンテ・フォックス・ケサーダ、政治家、第63代メキシコ大統領
- 1946年 - リチャード・アクセル、科学者、医学博士
- 1946年 - 田坂正明、元プロ野球選手（+ 1993年）
- 1947年 - 三原昌平、プロダクトデザイナー、大学教授
- 1946年 - 西川きよし、お笑いタレント、元政治家
- 1950年 - 鍵谷康司、元プロ野球選手
- 1950年 - 松村恵司、考古学者
- 1952年 - 小柳ルミ子、歌手、女優
- 1952年 - 永田哲也、元プロ野球選手
- 1953年 - 藤瀬史朗、元プロ野球選手
- 1953年 - トニー・アーマス・シニア、元プロ野球選手
- 1954年 - 南沙織、元歌手
- 1954年 - タイロン橋本、シンガーソングライター、音楽プロデューサー
- 1954年 - たつみや章、児童文学作家
- 1954年 - ウェンディ・シャール、女優
- 1955年 - スティーヴン・ウォルト、大学教授
- 1958年 - ミルスワミー・アナドゥライ、宇宙工学者
- 1958年 - ダン・タイ・ソン、ピアニスト
- 1959年 - 原口一博、政治家
- 1960年 - 竹内薫、サイエンスライター
- 1962年 - 偉関晴光、元卓球選手
- 1962年 - 煙山光紀、アナウンサー
- 1962年 - 小川良介、農林水産官僚
- 1964年 - 鴨志田穣、ジャーナリスト、カメラマン、エッセイスト（+ 2007年）
- 1964年 - カンケ、ミュージシャン
- 1964年 - ホセ・カンセコ、元プロ野球選手
- 1964年 - オジー・カンセコ、元プロ野球選手
- 1965年 - 水江慎一郎、ミュージシャン
- 1967年 - アーサー・ビナード、詩人、俳人、随筆家、翻訳家
- 1968年 - 夏田昌和、作曲家、指揮者
- 1969年 - 亀山つとむ、タレント、元プロ野球選手
- 1969年 - 亀山忍、タレント、俳優（+ 2025年）
- 1969年 - 田口壮、元プロ野球選手
- 1969年 - 山田勝彦、元プロ野球選手
- 1970年 - ヤンシー・バトラー、女優
- 1971年 - 大西崇之、元プロ野球選手
- 1971年 - 高橋功一、元プロ野球選手
- 1972年 - ダレン・シャン、小説家
- 1972年 - 伴義太郎、元プロ野球選手
- 1972年 - 皆本勝弘、元サッカー選手
- 1973年 - 小坂誠、元プロ野球選手
- 1974年 - 渋川清彦、俳優
- 1974年 - 片石貴子、元タレント、元レースクイーン
- 1974年 - ショーン・ケイシー、元プロ野球選手
- 1976年 - 關穎、女優
- 1976年 - 有村昆、ラジオパーソナリティ
- 1978年 - 加藤康介、元プロ野球選手
- 1978年 - トゥット、サッカー選手
- 1979年 - 三宅健、歌手、俳優（元V6、Coming Century）
- 1979年 - 相川みさお、元グラビアアイドル
- 1980年 - マシュー・ケント、プロ野球選手
- 1980年 - ナイジャー・モーガン、元プロ野球選手
- 1980年 - 有賀光一、ミュージカル俳優
- 1981年 - HEY!たくちゃん、ものまねタレント
- 1982年 - 米田兼一郎、元サッカー選手
- 1982年 - 上松美香、アルパ奏者
- 1983年 - ミシェル・ブランチ、シンガーソングライター
- 1983年 - サミュエル・デドゥーノ、プロ野球選手
- 1984年 - 藤井リナ、モデル
- 1984年 - ジョニー・ウィアー、フィギュアスケート選手
- 1984年 - 持田あき、漫画家
- 1984年 - 長島☆自演乙☆雄一郎、コスプレイヤー、キックボクサー
- 1984年 - ウラディミール・バレンティン、プロ野球選手
- 1986年 - ブレット・セシル、プロ野球選手
- 1986年 - nangi、シンガーソングライター
- 1986年 - リンジー・ローハン、女優
- 1986年 - レイナルド・ロドリゲス、プロ野球選手
- 1986年 - レーン・トソニ、元プロ野球選手
- 1986年 - 藤原ライオン、プロレスラー
- 1987年 - 山内明日、女優
- 1987年 - ルスラナ・コルシュノワ、モデル（+ 2008年）
- 1987年 - エステバン・グラネロ、サッカー選手
- 1988年 - 大抜亮祐、元プロ野球選手
- 1988年 - クリス・マレーロ、元プロ野球選手
- 1988年 - イ・チョンヨン、サッカー選手
- 1988年 - 曽我部慶太、元サッカー選手
- 1988年 - 小泉麻耶、タレント、元グラビアアイドル
- 1988年 - ゆゆうた、YouTuber
- 1988年 - 野口拓也、陸上選手
- 1989年 - アレックス・モーガン、サッカー選手
- 1989年 - 太田徹郎、サッカー選手
- 1990年 - 松本夏空、ファッションモデル、タレント
- 1990年 - 新里亮、サッカー選手
- 1990年 - 安致弘、プロ野球選手
- 1990年 - ケイラ・ハリソン、柔道選手
- 1990年 - マーゴット・ロビー、女優
- 1990年 - 早川翼、元陸上選手
- 1991年 - 鈴木悠介、元陸上選手
- 1992年 - 髙木菜那、元スピードスケート選手
- 1993年 - 小川真奈、タレント、声優
- 1993年 - 岸洋佑、歌手、俳優
- 1993年 - ゆめちゃん、お笑い芸人
- 1995年 - 大野いと、ファッションモデル、女優
- 1995年 - 金澤朋子、元アイドル（元Juice=Juice）
- 1996年 - 中山祥徳、声優
- 1997年 - 庄司芽生、アイドル（東京女子流）
- 1997年 - 林輝幸、クイズプレイヤー
- 1999年 - 髙松渡、プロ野球選手
- 1999年 - 岩佐勇研、スキージャンプ選手
- 1999年 - 赤星優志、プロ野球選手
- 2000年 - 木村光、プロ野球選手
- 2002年 - 北村燦來、元子役
- 2002年 - 尾澤るな、タレント、元アイドル（元SUPER☆GiRLS）
- 2002年 - 熊澤風花、アイドル（Task have Fun）
- 生年不詳 - 萩道彦、声優
- 生年不詳 - 大空スバル、Vtuber

## 忌日

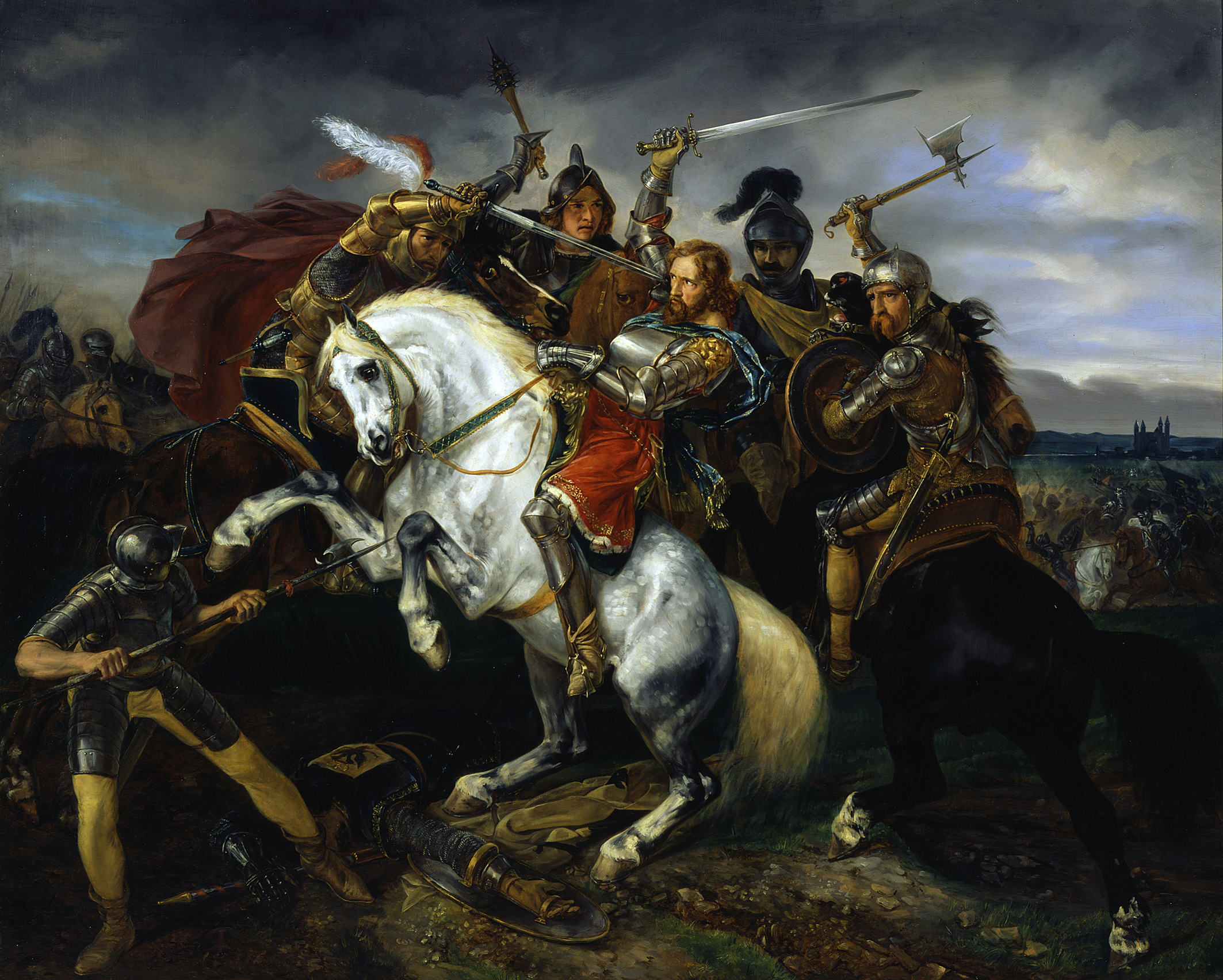
神聖ローマ皇帝アドルフ(1250-1298)、廃位の後アルブレヒト1世と戦い戦死。

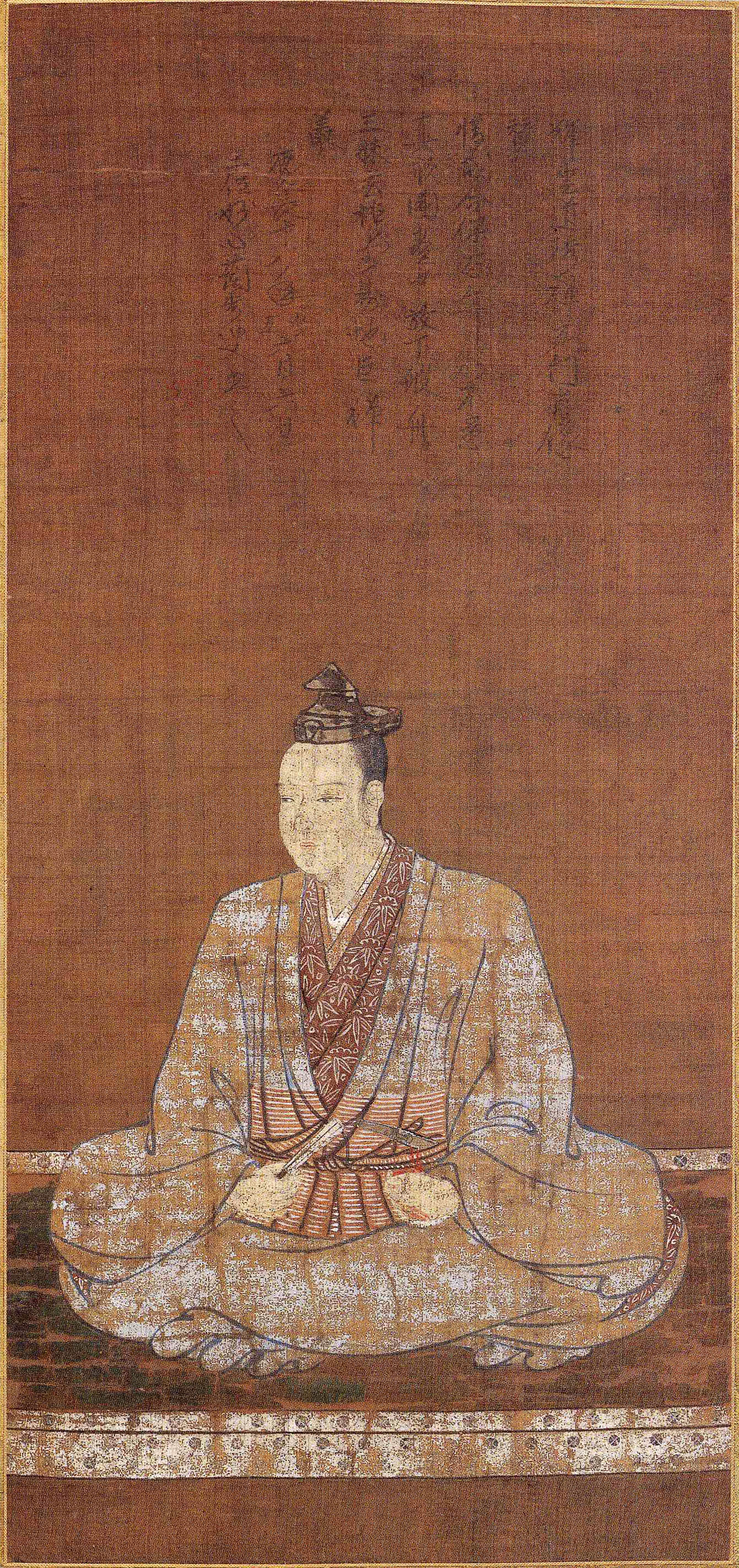
戦国大名明智光秀(1528?-1582) 、山崎の戦いで戦死。

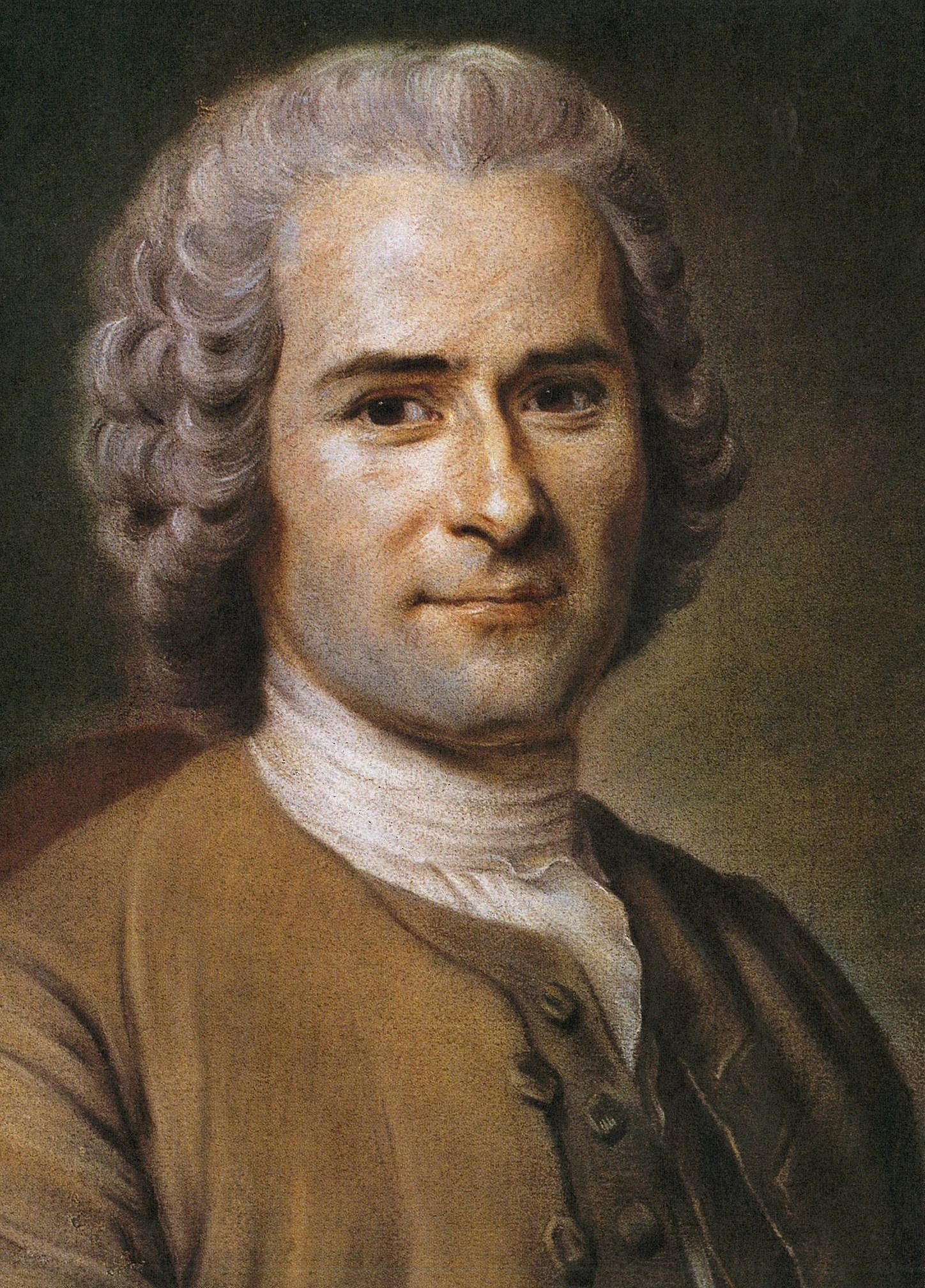
哲学者ジャン＝ジャック・ルソー(1712-1778)没。

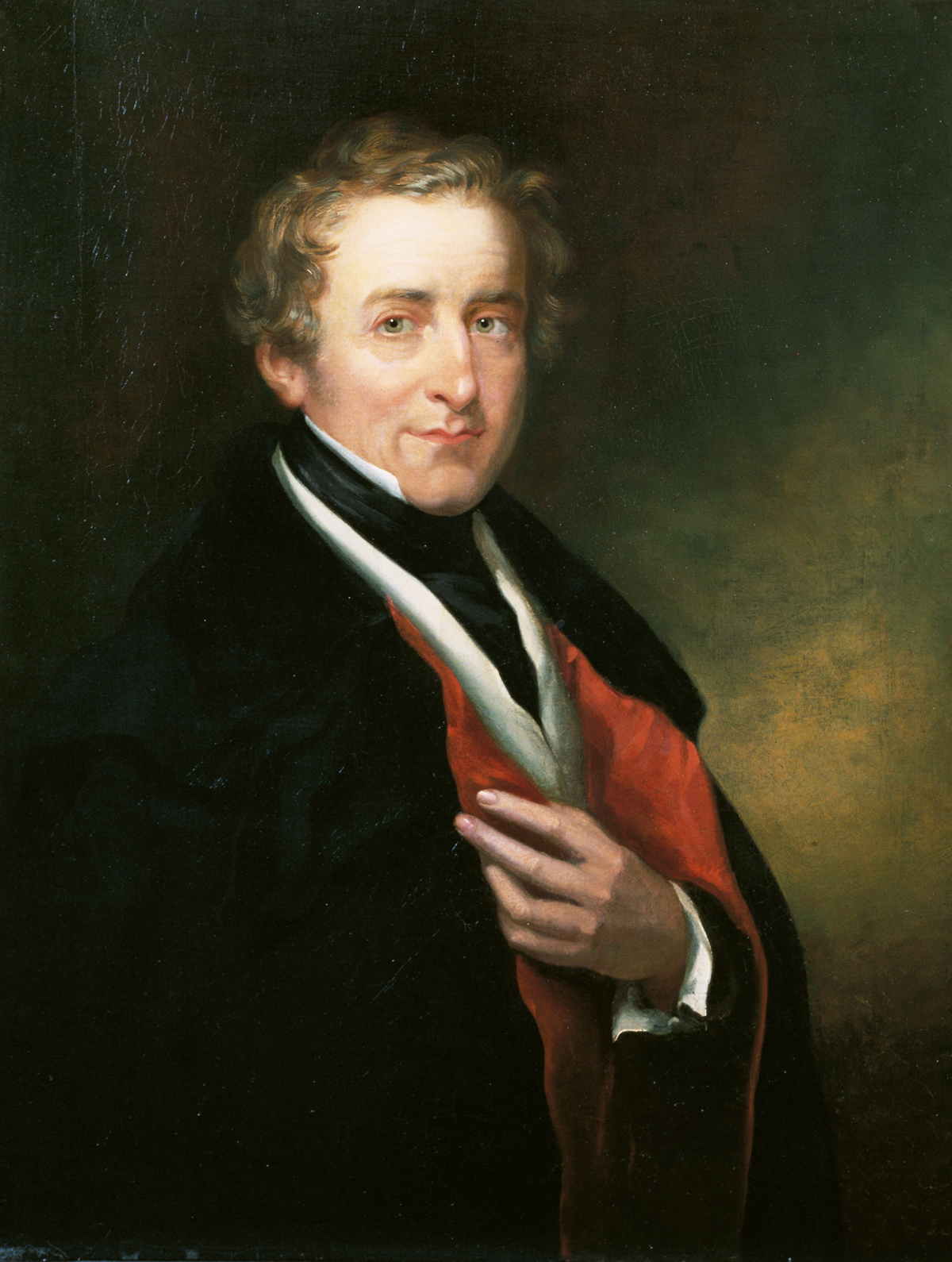
イギリス首相ロバート・ピール(1788-1850)没。

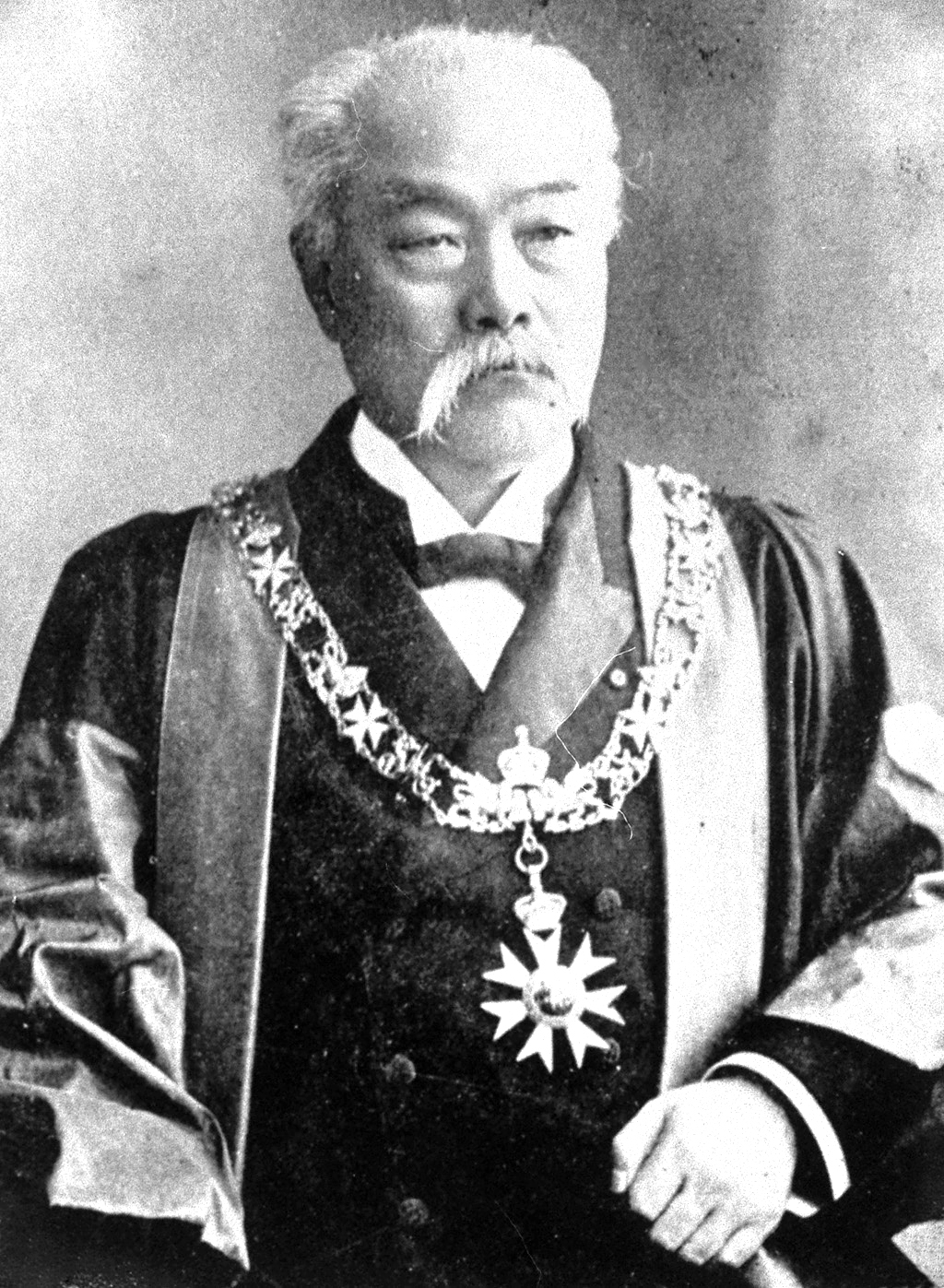
第4・6代日本国内閣総理大臣、松方正義(1835-1924)没。

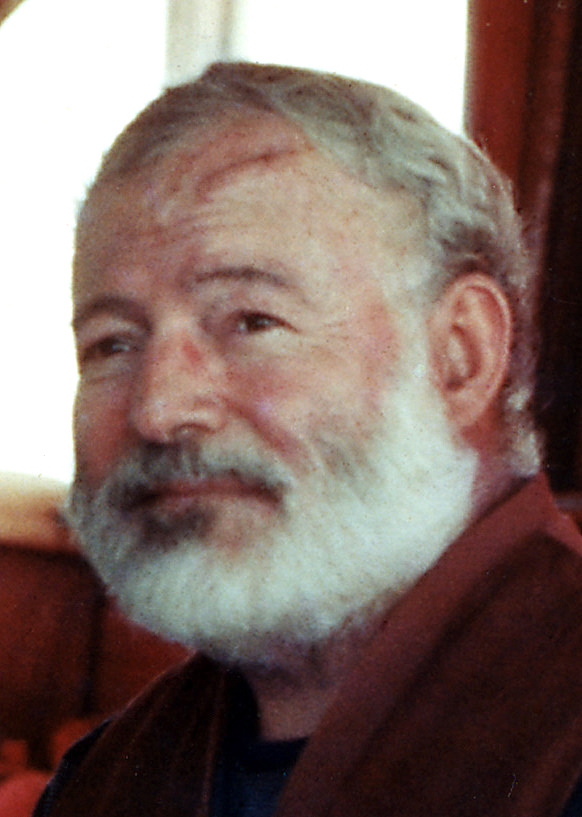
作家アーネスト・ヘミングウェイ(1899-1961)没。

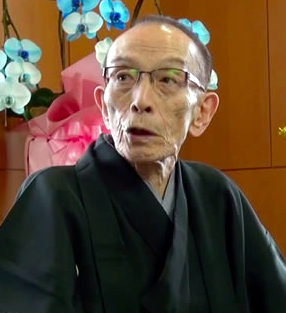
落語家桂歌丸(1936-2018)没。

- 936年 - ハインリヒ1世、東フランク王（* 876年）
- 1298年 - アドルフ、神聖ローマ皇帝（* 1250年）
- 1504年 - シュテファン3世、モルドヴァ公（* 1437年頃）
- 1566年 - ノストラダムス、医師、占星術師（* 1503年）
- 1580年（天正8年5月21日） - 山名祐豊、但馬国の戦国大名（* 1511年）
- 1582年（天正10年6月13日） - 明智光秀、戦国武将（* 1528年?）
- 1591年 - ヴィンチェンツォ・ガリレイ、作曲家（* 1520年頃）
- 1621年 - トーマス・ハリオット、数学者、天文学者（* 1560年頃）
- 1700年（元禄13年5月16日） - 鍋島光茂、第2代佐賀藩主（* 1632年）
- 1733年 - クリスティアン・ペツォールト、作曲家（* 1677年）
- 1733年（享保18年5月21日） - 松平定英、第5代伊予松山藩主（* 1696年）
- 1743年 - スペンサー・コンプトン (初代ウィルミントン伯)、政治家、イギリス首相（* 1674年）
- 1778年 - ジャン＝ジャック・ルソー、哲学者、思想家（* 1712年）
- 1786年（天明6年6月7日） - 中川淳庵、蘭方医、本草学者（* 1739年）
- 1829年（文政12年6月2日） - 徳川重倫、第8代紀州藩主（* 1746年）
- 1833年（天保4年5月15日） - 青木木米、絵師、陶工（* 1767年）
- 1843年 - ザムエル・ハーネマン、医師、翻訳家、著作家（* 1755年）
- 1850年 - ロバート・ピール、政治家、イギリス首相（* 1788年）
- 1850年（嘉永3年5月23日） - 池田慶栄、第11代鳥取藩主（* 1834年）
- 1903年 - エド・デラハンティ、元プロ野球選手（* 1867年）
- 1914年 - ジョゼフ・チェンバレン、イギリス植民地相（* 1836年）
- 1915年 - ポルフィリオ・ディアス、政治家、第34・36代メキシコ大統領（* 1830年）
- 1917年 - ウィリアム・ヘンリー・ムーディ、アメリカ合衆国司法長官（* 1853年）
- 1923年 - 2世曽呂利新左衛門、落語家（* 1842年）
- 1924年 - 松方正義、政治家、第4代・6代内閣総理大臣（* 1835年）
- 1924年 - ジェスロ・ティール、地質学者（* 1849年）
- 1932年 - ジョン・ウォルター・グレゴリー、地質学者、探検家、地球科学者（* 1864年）
- 1932年 - マヌエル2世、ポルトガル王（* 1889年）
- 1934年 - エルンスト・レーム、ナチス突撃隊創始者（* 1887年）
- 1935年 - ハンク・オーデイ、元プロ野球選手（* 1862年）
- 1944年 - 山梨半造、陸軍大臣（* 1864年）
- 1945年 - 大阪圭吉、推理作家（* 1912年）
- 1949年 - ゲオルギ・ディミトロフ、ブルガリアの指導者（* 1882年）
- 1951年 - フェルディナント・ザウアーブルッフ、外科医、軍医（* 1875年）
- 1959年 - 深井史郎、作曲家（* 1907年）
- 1961年 - アーネスト・ヘミングウェイ、作家（* 1899年）
- 1963年 - セス・B・ニコルソン、天文学者（* 1891年）
- 1963年 - リザ・テツナー、児童文学作家（* 1894年）
- 1969年 - 成瀬巳喜男、映画監督（* 1905年）
- 1970年 - 平井泰太郎、経営学者、神戸大学名誉教授、第2代日本経営学会理事長（* 1896年）
- 1973年 - フェルディナント・シェルナー、ドイツ陸軍元帥（* 1892年）
- 1973年 - チック・ヘイフィー、元プロ野球選手（* 1903年）
- 1973年 - ベティ・グレイブル、女優（* 1916年）
- 1977年 - ウラジーミル・ナボコフ、作家（* 1899年）
- 1980年 - 久次米健太郎、政治家（* 1908年）
- 1983年 - 抜山四郎、機械工学者（* 1896年）
- 1988年 - 荻昌弘、映画評論家（* 1925年）
- 1989年 - アンドレイ・グロムイコ、ソビエト連邦外相、最高会議幹部会議長（* 1909年）
- 1989年 - フランクリン・J・シャフナー、映画監督、演出家（* 1920年）
- 1991年 - リー・レミック、女優（* 1935年）
- 1993年 - 田中慎次郎、ジャーナリスト、元朝日新聞社取締役出版局長（* 1900年）
- 1994年 - アンドレス・エスコバル、サッカー選手（* 1967年）
- 1995年 - ズデニェク・コシュラー、指揮者（* 1928年）
- 1997年 - ジェームズ・ステュアート、俳優（* 1908年）
- 1999年 - マリオ・プーゾ、小説家、脚本家（* 1920年）
- 2000年 - ジェームズ・グローガン、フィギュアスケート選手（* 1931年）
- 2000年 - 服部哲治、俳優、声優（* 1936年）
- 2000年 - 青江三奈、歌手（* 1941年）
- 2000年 - ジョイ・ダンロップ、オートバイレーサー（* 1952年）
- 2001年 - 武信弘隆、政治家、元福岡県山田市（現嘉麻市）長（* 1941年）
- 2002年 - ジャン・イヴ・ダニエル＝ルシュール、作曲家、オルガニスト（* 1908年）
- 2002年 - 高原弘吉、小説家（* 1916年）
- 2002年 - レイ・ブラウン、ジャズベーシスト（* 1926年）
- 2002年 - アール・ブラウン、作曲家（* 1926年）
- 2003年 - 町田直、官僚、実業家、元日本貨物鉄道会長、元日本気象協会会長（* 1918年）
- 2005年 - 大堀誠一、検察官（* 1925年）
- 2005年 - グンダー・グンダーセン、ノルディック複合選手（* 1930年）
- 2005年 - 古月（中国語版、英語版）、俳優（* 1937年）
- 2006年 - 原田昇左右、政治家、第54代建設大臣（* 1923年）
- 2006年 - 趙南哲、囲碁棋士（* 1923年）
- 2006年 - 七尾伶子、女優、声優（* 1925年）
- 2007年 - 西山千、同時通訳者（* 1911年）
- 2007年 - 日比野丈夫、歴史学者（* 1914年）
- 2007年 - 伏見格之助、政治家、元大阪府東大阪市長（* 1919年）
- 2007年 - ビヴァリー・シルズ、ソプラノ歌手（* 1929年）
- 2008年 - 吉川博、政治家、元愛知県海部郡十四山村村長（* 1923年）
- 2008年 - 與那覇朝大、画家、陶芸家（* 1933年）
- 2009年 - 小針克之助[18]、ミュージシャン（* 生年不詳）
- 2010年 - 宇田由香、自転車競技選手（* 1982年）
- 2011年 - 瀬戸忠信[19]、実業家、日本ヴォーグ社創業者（* 1922年）
- 2011年 - イタマール・フランコ、政治家、第33代ブラジル連邦共和国大統領（* 1930年）
- 2012年 - 山田裕通[20]、実業家、山田食品産業創業者（* 1935年）
- 2012年 - 小山勉、バレーボール選手、指導者（* 1936年）
- 2013年 - 西沢実、放送作家、劇作家（* 1918年）
- 2013年 - 上坂昇、政治家（* 1918年）
- 2013年 - ダグラス・エンゲルバート、マウス発明者（* 1925年）
- 2013年 - 吉田修一 、政治家、元福島県福島市長（* 1927年）
- 2013年 - 加賀八郎、ベーシスト（THE GOOD-BYE）（* 1958年）
- 2014年 - エリー・ボール、プロゴルファー（* 1910年）
- 2014年 - ルイス・ザンペリーニ、陸上選手（* 1917年）
- 2014年 - 水谷静夫、国語学者、言語学者、東京女子大学名誉教授（* 1926年）
- 2014年 - 行徳克己、実業家、元共栄火災海上保険社長（* 1927年）
- 2014年 - 石川達也、歯学者、元東京歯科大学学長、同大学名誉教授（* 1928年）
- 2015年 - 大竹省二、写真家（* 1920年）
- 2015年 - 田邊誠、政治家（* 1922年）
- 2015年 - 武重邦夫、映画監督（* 1939年）
- 2015年 - 沖島勲、映画監督、脚本家（* 1940年）
- 2015年 - 有里紅良、小説家、漫画原作者、脚本家、映像編集技師（* 1961年）
- 2016年 - エリ・ヴィーゼル、作家（* 1928年）
- 2016年 - ルドルフ・カルマン、工学者（* 1930年）
- 2016年 - ミシェル・ロカール、政治家、第11代フランス第五共和制首相（* 1930年）
- 2016年 - マイケル・チミノ、映画監督、脚本家、映画プロデューサー、著作家（* 1939年）
- 2017年 - マージョリー・ライス、数学者（* 1923年）
- 2017年 - 榎本敏夫、官僚、政治家秘書（* 1926年）
- 2017年 - 辻茂、美術史学者、東京藝術大学名誉教授（* 1930年）
- 2017年 - 子安美知子、ドイツ文学者、早稲田大学名誉教授（* 1933年）
- 2017年 - 木村武彦、実業家、元ビデオリサーチ社長（* 1941年）
- 2018年 - 伊藤祐洋、実業家、元松坂屋社長（* 1932年）
- 2018年 - 桂歌丸、落語家（* 1936年）
- 2018年 - ビル・ワトラス、ジャズミュージシャン（* 1939年）
- 2018年 - ヘルムート・シュミット、タイポグラファー、グラフィックデザイナー（* 1942年）
- 2018年 - アラン・ロングミュアー、ミュージシャン、ベーシスト（* 1948年）
- 2018年 - ヘンリー・バトラー、ジャズピアニスト、歌手、作曲家（* 1948年）
- 2019年 - リー・アイアコッカ、自動車実業家、元フォード社長、元クライスラー会長（* 1924年）
- 2019年 - 李錦玉、児童文学作家（* 1929年）
- 2019年 - 谷内こうた、画家、絵本作家（* 1947年）
- 2020年 - 青野暉、映画監督、演出家、脚本家（* 1931年）
- 2020年 - 桑田二郎、漫画家（* 1935年）
- 2020年 - ニコライ・カプースチン、作曲家、ピアニスト（* 1937年）
- 2020年 - ケヴィン・ラファティ、撮影監督、映画監督、映画プロデューサー（* 1948年）
- 2020年 - 范蘊若、囲碁棋士（* 1996年）
- 2021年 - 永利新一、実業家、公認会計士、税理士、元オーム乳業社長（* 1942年）
- 2021年 - レーロホノロ・レドワバ、プロボクサー（* 1971年）
- 2022年 - ミラ・マンゴールド、スーパーセンテナリアン（* 1907年）
- 2022年 - ピーター・ブルック、演出家、演劇プロデューサー、映画監督（* 1925年）
- 2022年 - 金子隆芳、心理学者、筑波大学名誉教授（* 1928年）
- 2022年 - 多田洋祐、実業家、元ビズリーチ社長（* 1982年）
- 2023年 - 吉岡静夫、政治家、元新潟県糸魚川市長（* 1936年）
- 2023年 - 保立一男、政治家、元茨城県神栖市長（* 1945年）
- 2024年 - 浜畑賢吉、俳優（* 1942年）
- 2025年 - 吉井澄雄、舞台照明家、照明技術者、劇場コンサルタント（* 1933年）

### 人物以外（動物など）
- 1644年 - ボーイ、プードル犬（* 生年不詳）

## 記念日・年中行事

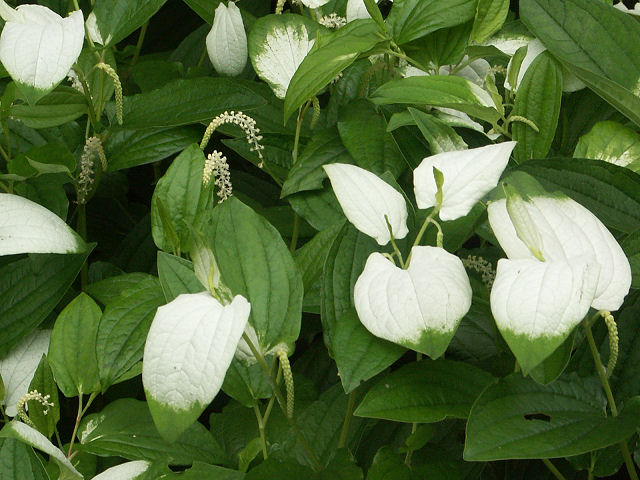
半夏生（2日頃）

ユネスコ加盟記念日

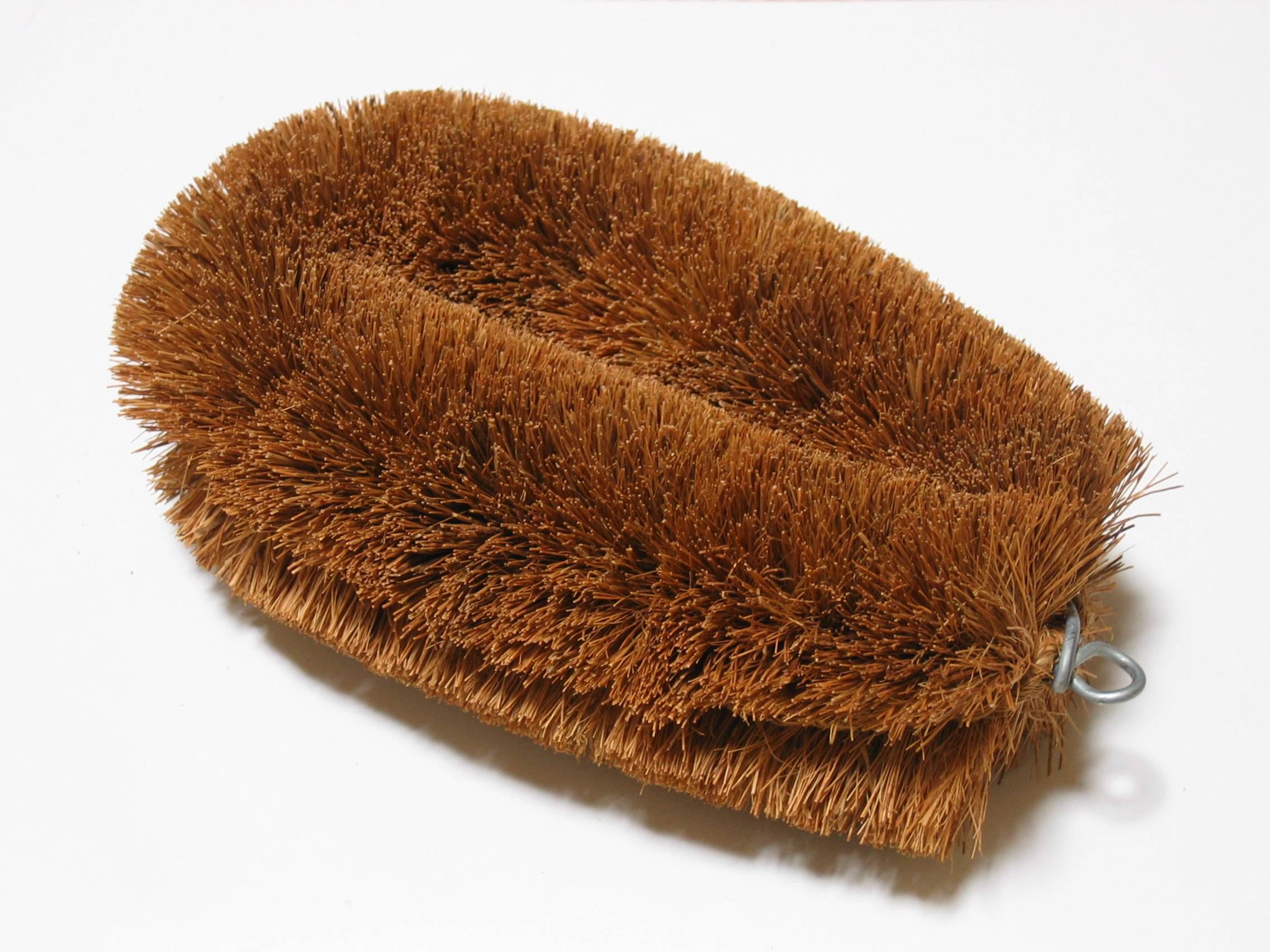
たわしの日

- 半夏生（ 日本）
雑節の一つで、天球上の黄経100度の点を太陽が通過する日。2020年代においては、平年はこの日が半夏生となる（閏年は7月1日）。半夏生がこの日に訪れることが多いため、以下の記念日も7月2日に制定されている。
  - うどんの日（ 日本）
香川県生麺事業組合が制定。讃岐地方の農業を営む家庭では、半夏生のころの田植えが終わった労をねぎらう為に、うどんを打って食べる風習があり、それにちなんだことから[21]。
  - 蛸の日（ 日本）
蛸研究会が制定。関西地方では7月2日頃の半夏生に蛸を食べる人が多いことから[22]。
- ユネスコ加盟記念日（ 日本）
1951年のこの日、日本が国際連合教育科学文化機関（ユネスコ）に加盟したことを記念。
- たわしの日（ 日本）
1915年のこの日、西尾商店（現在の亀の子束子西尾商店）の西尾正左衛門が「亀の子束子」の特許を取得したことに由来[23]。
- 布ナプキンの日（ 日本）
千趣会が制定[24]。「ナ(7)プ(2)キン」の語呂合せと、同社が布ナプキン（布製の生理用ナプキン）の発売を始めた日から。
- 谷川岳の日（ 日本）
群馬県みなかみ町が制定。1920年の7月1日からこの日にかけて近代登山として記録に残っている谷川岳の初登頂が達成されたことを記念して制定[25]。
- 救世軍創立記念日（ イギリス）
1878年のこの日、イギリスでウィリアム・ブースによりプロテスタント系のキリスト教の一派・救世軍が創立された[26]。